# Dick Quax
Theodorus Jacobus Leonardus Quax, mais conhecido como Dick Quax, (1º de janeiro de 1948 - 28 de maio de 2018) foi um corredor neerlandês que se naturalizou na Nova Zelândia.
Foi medalhista olímpico de prata nos 5000m nos Jogos Olímpicos de Verão de 1976, em Montreal, além de ter sido recordista mundial. Morreu aos 70 anos de idade em Auckland, vítima de câncer.